# Клаудио Раниери
Клаудио Раниери (на италиански: Claudio Ranieri) е роден на 20 октомври 1951 г. в Рим, Италия. Той е бивш италиански футболист, защитник. 
Като футболист се състезава се за отборите на Рома, Катандзаро, Катания и Палермо. През 2015 г. започва да води тима на Лестър Сити във Висшата лига на Англия, като я печели безапелационно два кръга преди края със седем точки преднина пред преследвача Тотнъм Хотспър.

## Успехи
Фиорентина
- Купа на Италия – 1995/96
- Суперкупа на Италия - 1996

 Валенсия
- Купа на Испания - 1999
- Суперкупа на УЕФА - 2004

 Лестър Сити
- Висша лига – 2015/2016